# Ben Zwiehoff
Ben Zwiehoff, né le 22 février 1994 à Essen, est un coureur cycliste allemand, membre de l'équipe Bora-Hansgrohe. Il pratique le VTT, le cyclisme sur route et le cyclo-cross. Il a notamment remporté trois médailles aux championnats d'Europe de VTT entre 2014 et 2016.

## Biographie
En plus d'étudier le droit à l'Université de la Ruhr à Bochum, Ben Zwiehoff pratique le VTT cross-country à haut niveau. En 2015, il devient champion d'Europe du relais mixte avec Maximilian Brandl, Helen Grobert et Manuel Fumic. En 2014 et 2016, il a également remporté l'argent et le bronze aux championnats d'Europe avec l'équipe allemande. En 2016, il est également quatrième du championnat d'Europe de cross country espoirs et septième aux mondiaux espoirs.
Un contact a été pris avec l'UCI WorldTeam Bora-Hansgrohe à l'automne 2019. Après avoir évalué ses données de performance et avoir participé à un camp d'entraînement, les deux parties sont convenues que Zwiehoff devrait d'abord se préparer pour la course de VTT des Jeux olympiques de 2020, puis rouler la fin de saison sur route en tant que stagiaire chez Bora-Hansgrohe. Cependant, le programme a évolué en raison de la pandémie de COVID-19 et Zwiehoff, qui est considéré par la direction de l'équipe comme un grimpeur, signe finalement un contrat pour la saison 2021 à l'âge de 26 ans.

## Palmarès en cyclisme sur route
- 2023
  - 2e du Sazka Tour
  - 2e du Tour de Turquie
  - 8e du Tour des Émirats arabes unis

### Résultats sur les grands tours

#### Tour d'Italie
1 participation
- 2022 : 51e

#### Tour d'Espagne
2 participations
- 2021 : 47e
- 2023 : 35e

### Classements mondiaux
| Année                                 | 2021  | 2022 | 2023 | 2024 |
| ------------------------------------- | ----- | ---- | ---- | ---- |
| Classement mondial                    | 1073e | 664e | 205e | 393e |
| UCI Europe Tour                       | 794e  | 511e | nc   | nc   |
|                                       |       |      |      |      |
| Légende : nc = non classéSource : UCI |       |      |      |      |

## Palmarès en VTT

### Championnats du monde
- Vallnord 2015
  - 5e du relais mixte
- Nové Město 2016
  - 4e du relais mixte
  - 7e du cross-country espoirs
- Cairns 2017
  - 49e du cross-country
- Lenzerheide 2018
  - 30e du cross-country
- Mont Sainte-Anne 2019
  - 56e du cross-country

### Championnats d'Europe
- Saint-Wendel 2014
  -  Médaillé d'argent du relais mixte
  - 8e du cross-country espoirs
- Chies d'Alpago 2015
  -  Champion d'Europe du relais mixte (avec Maximilian Brandl, Helen Grobert et Manuel Fumic)
- Huskvarna 2016
  -  Médaillé de bronze du relais mixte
  - 4e du cross-country espoirs
- Darfo Boario Terme 2017
  - 4e du relais mixte
- Brno 2019
  - 4e du relais mixte

### Championnats d'Allemagne
- 2018
  - 3e du cross-country
- 2019
  - 2e du cross-country